# Help! (album)
Help! je naziv petog britanskog i devetog američkog albuma britanskog sastava The Beatles. Također je i naziv istoimenog filma kao i pjesme na albumu. U 2003. album se držao 332. mjesto od 500 najboljih albuma svih vremena časopisa Rolling Stone.

## Opis
Sadržava četrnaest pjesama u originalnoj britanskoj inačici, od kojih se polovica pojavljuje u filmu Help!. Najpoznatije pjesme na prvoj stranici su Help! i Ticket to Ride, a na drugoj Yesterday, pjesma za koju je napravljeno najviše cover verzija ikad.
U američkoj inačici prvih sedam pjesama bilo je izmiksano s orkestralnim materijalom iz filma. Od ostalih sedam pjesama koje su bile u britanskoj inačici, dvije su bile izdane u američkoj inačici sljedećeg albuma Beatlesa Rubber Soul, dvije pjesme su bile objavljene kao američki singl u jednome nizu te se potom pojavile na Yesterday and Today, dok su preostale tri već bile na Beatles VI. 
Na omotu albuma nalazi se slika grupe s ramenima pozicioniranima tako da prave riječ Help u semaforskoj signalizaciji, što je bila ideja fotografa Roberta Freemana. Međutim, nakon snimanja ispostavilo se da položaj ramena s takvim slovima nije ispao dobro, tako da se improviziralo i na kraju se uradila fotografija na kojoj je položaj ramena grafički najbolje izgledao. Na britanskom omotu albuma, slova koja prave Beatlesi izgledaju kao "NUJV", dok na američkom izgledaju nešto drukčije te tako izgledaju kao "NVUJ".

### Izbačene pjesme
Nekoliko pjesmi predviđenih za film nije korišteno zbog prijedloga Beatlesa. John Lennon i Paul McCartney napisali su pjesmu "If You've Got Trouble" koju je trebao pjevati Ringo Starr, ali je pjesma izbačena i Ringo je umjesto nje pjevao pjesmu "Act Naturally". "That Means a Lot" je bila pjesma napisana za film, no Beatlesi nisu bili zadovoljni njezinom izvedbom pa su je dali P.J. Probyu koji ju je izdao kao singl. Lennon je izjavio da je pjesma "Yes It Is" bio njegov "pokušaj prepiske pjesme "This Boy", ali da to nije ispalo dobro"; pjesma je objavljena kao B-strana pjesme Ticket to Ride, a pojavila se i na Beatles VI. Pjesme "You Like Me Too Much" i "Tell Me What You See" je za film odbacio njegov redatelj Richard Lester, ali su se pojavile na albumu (kao i na Beatles VI).
U lipnju 1965. za album je bila snimljena pjesma "Wait", koja je ipak završila na albumu Rubber Soul.

## Popis pjesama
Sve pjesme su napisali John Lennon i Paul McCartney, osim gdje je drukčije navedeno.

### Britansko izdanje
Prva stranica
1. Help! - 2:18
2. The Night Before - 2:33
3. You've Got to Hide Your Love Away - 2:08
4. I Need You - George Harrison - 2:28
5. Another Girl - 2:05
6. You're Going to Lose That Girl 2:17
7. Ticket to Ride 3:10

Druga stranica
1. Act Naturally (Johnny Russell, Voni Morrison) - 2:29
2. It's Only Love - 1:54
3. You Like Me Too Much (Harrison) - 2:35
4. Tell Me What You See - 2:36
5. I've Just Seen a Face - 2:04
6. Yesterday - 2:03
7. Dizzy Miss Lizzy (Larry Williams) - 2:53

### Američko izdanje
Prva stranica
1. Help! – 2:39
2. The Night Before – 2:33
3. From Me to You Fantasy (instrumentalna pjesma) – 2:08
4. You've Got to Hide Your Love Away – 2:12
5. I Need You (Harrison) – 2:31
6. In the Tyrol" (instrumentalna pjesma - Ken Thorne) – 2:26

Druga stranica
1. Another Girl" - 2:08
2. Another Hard Day's Night (instrumentalna pjesma) – 2:31
3. Ticket to Ride – 3:07
4. Medley: The Bitter End (Ken Thorne)/You Can't Do That (instrumentalna pjesma) – 2:26
5. You're Gonna Lose That Girl – 2:19
6. The Chase (instrumentalna pjesma - Ken Thorne) – 2:31